# ГОЛ-3
ГОЛ-3 (гофрированная открытая ловушка) — многопробочная ловушка для удержания плазмы. Находится в Институте ядерной физики СО РАН в Новосибирске.

## Описание
Установка ГОЛ-3 относится к классу систем с многопробочным удержанием и включает в себя три основных компонента:
- ускоритель У-2 — самый мощный в мире (в своём классе) ускоритель, в нём под воздействием электрического поля происходит вытяжение из взрывоэмиссионного катода электронов, которые ускоряются с помощью напряжения примерно в 1 миллион Вольт;
- 12-метровый соленоид — узел для образования сильного магнитного поля;
- выходной узел — узел, обеспечивающий стабильность в работе ГОЛ-3. Принимает из основного соленоида мощный плазменный поток[1].

## Проводимые на установке эксперименты
- эксперименты по удержанию плазмы в открытых магнитных системах
- коллективное взаимодействие плазмы и электронных пучков
- взаимодействие мощных потоков плазмы с материалами[2]